# Zjednoczone Emiraty Arabskie na Mistrzostwach Świata w Lekkoatletyce 2023
Zjednoczone Emiraty Arabskie na Mistrzostwach Świata w Lekkoatletyce 2023 – reprezentacja Zjednoczonych Emiratów Arabskich podczas mistrzostw świata w Budapeszcie liczyła jedną zawodniczkę.

## Skład reprezentacji

### Kobiety
| Zawodniczka         | Konkurencja | Finał | Finał   | Źródło |
| Zawodniczka         | Konkurencja | Wynik | Pozycja | Źródło |
| ------------------- | ----------- | ----- | ------- | ------ |
| Alia Saeed Mohammed | maraton     | DNS   | DNS     | [ 1 ]  |